# Marie Brockmann-Jerosch

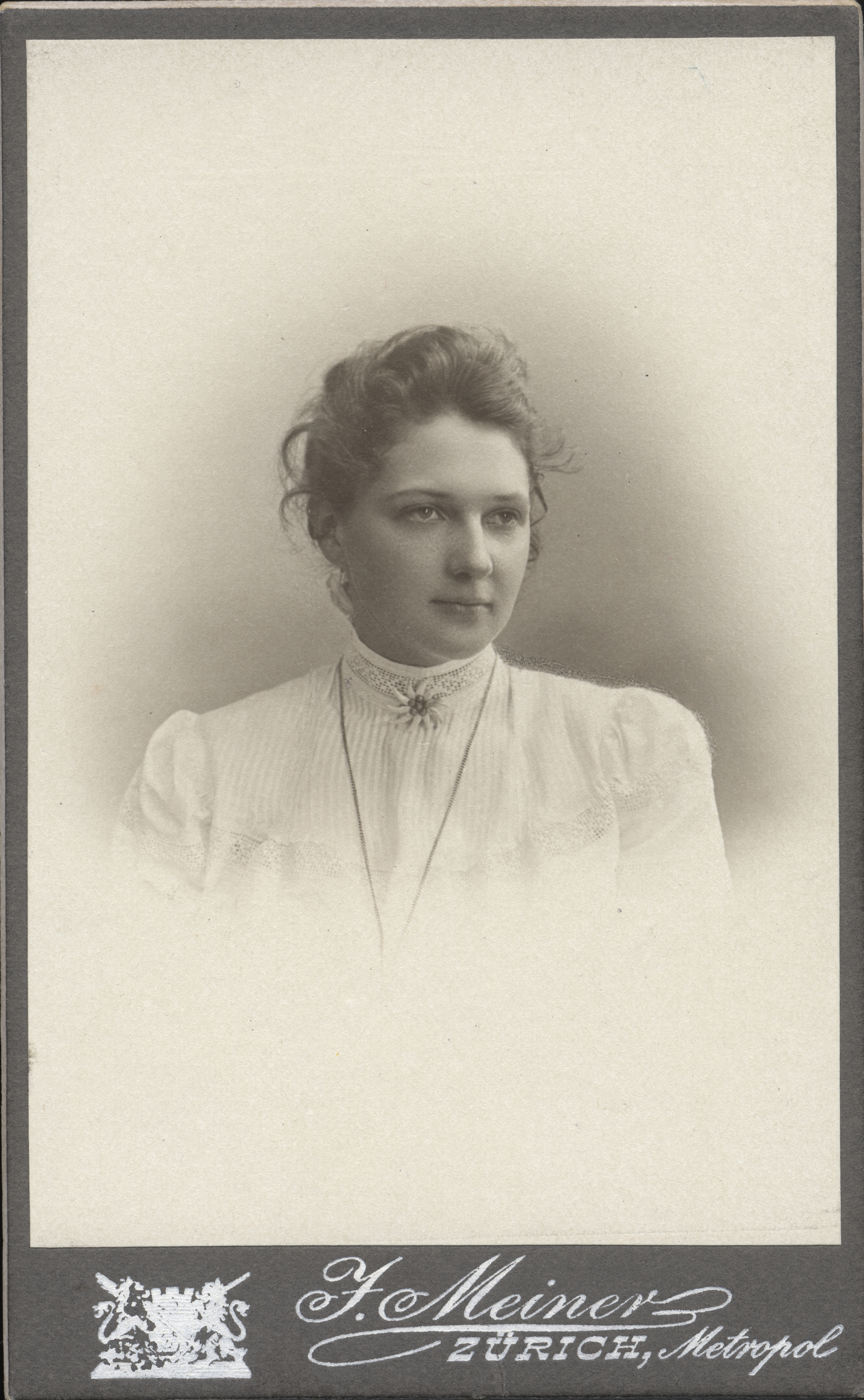
Marie Brockmann-Jerosch porträtiert von Johannes Meiner, Carte de Visite, 1901

 Marie Brockmann-Jerosch (* 24. April 1877 in Lissabon; † 14. November 1952 in Zürich) war eine Schweizer Geologin und Botanikerin. Marie Brockmann-Jerosch ist bekannt für ihre nachhaltigen Forschungsarbeiten auf den Gebieten der Alpen- und Geobotanik.

## Leben
Die Familie von Jeroschs Vater stammte aus Königsberg, ihre Mutter war Niederländerin. Marie Jerosch zog mit 19 Jahren nach Zürich. Eine Exkursion auf die Rigi mit dem Biologieprofessor Carl Schroeter begeisterte sie für Botanik. Nach bestandener Aufnahmeprüfung studierte sie von 1897 bis 1901 an der naturwissenschaftlichen Abteilung des Eidgenössischen Polytechnikums (heute ETH Zürich). Von 1902 bis 1904 war sie dort Assistentin bei Professor Albert Heim. Für ihre geologische Arbeit über das Säntisgebiet wurde sie 1905 von der Universität Zürich promoviert. Im selben Jahr heiratete sie ihren Studienkollegen Heinrich Brockmann, den damaligen Assistenten Carl Schroeters.
Wie ihr Mann interessierte sich auch Marie Brockmann-Jerosch für Ökosysteme und deren Veränderungen. Ihre Arbeiten zur eiszeitlichen Geschichte der Alpenflora fanden international Beachtung und später durch moderne Forschung weitgehend Bestätigung. Auch wenn in ihrer neuen Rolle als Hausfrau und Mutter Marie Brockmann-Jeroschs – wie sie es 1928 selbst formulierte – «Mussezeit natürlich sehr knapp bemessen» war, blieb sie wissenschaftlich tätig. So schrieb sie für die Erstausgabe von Schroeters Grundlagenwerk Das Pflanzenleben der Alpen von 1908 ein Kapitel über die Geschichte der Alpenflora. Ein Text, den sie gemeinsam mit ihrem Mann für die revidierte Zweitausgabe des Werks von 1926 vollständig überarbeitete. Sie publizierte aber auch über Jamaika oder nahm an der zweiten Internationalen phytogeografischen Exkursion (1913) in die USA teil.
Nach dem Tod ihres Mannes übernahm sie 1939 dessen Nachfolge als Kuratorin des Geobotanischen Instituts Rübel in Zürich und hielt Vorlesungen an der lokalen Volkshochschule. Wenige Wochen vor ihrem Tod erschien ihre gemeinsam mit Helene Heim und Arnold Heim verfasste Biographie ihres Mentors Albert Heim.